# Romain Deroo
Pour les articles homonymes, voir Deroo.
Romain Deroo, né le 6 juin 1982, est un acteur français.

## Filmographie

### Au cinéma
- 1996 : Enfants de salaud de Tonie Marshall : Stephano
- 2001 : G@mer de Patrick Levy : Arthur
- 2002 : La Bande du drugstore de François Armanet
- 2016 : Les Derniers Parisiens de  Hamé et Ekoué Labitey

### À la télévision
- 1994 : L'Instit (épisode Tu m'avais promis) de Michel Favart : Xavier Boussard
- 1997 : Julie Lescaut (épisode Mort d'un petit soldat) de Charlotte Brandström : Bignon
- 2000 : Deux Frères de Philippe Laïk : Bruno
- 2003 : Docteur Claire Bellac (épisodes Engrenage et Seconde chance) de Denis Malleval : Sébastien
- 2003 : Fargas (épisodes La Loi du sang) de Charlotte Brandström : le jeune braqueur
- 2003 : Une femme si parfaite, réalisé par Bernard Uzan
- 2008 : Les Enfants d'Orion de Philippe Venault : Paul Liaret
- 2008 : Que du bonheur ! de Christophe Fort (saison 1) : Fabien
- 2008 : No life, court métrage de Francis Grosjean : Stan
- 2009 : Seconde Chance : Lionel Mantero
- 2010 : Joséphine, ange gardien (épisode La Chasse aux fantômes) : Scott
- 2010-2011 : Plus belle la vie (saison 7) : Adrien Laurenty
- 2011 : Louis XVI, l'homme qui ne voulait pas être roi (documentaire) : La Fayette
- 2011 : Le Jour où tout a basculé (épisode Mon frère est un voleur) : Bruno
- 2013 : Camping Paradis (épisode Western paradis) : Vincent Cordier
- 2017 : Agathe Koltès (épisode Le Vaisseau fantôme) : Tangui Robic
- 2017 : Demain nous appartient, série : Franck
- 2017 : Nicolas Le Floch, épisode Le cadavre anglais : Saul François Peilly
- 2019 : Balthazar, épisode La dette : Olivier Courtani
- 2019 : Meurtres en Cotentin de Jérémy Minui : Antoine Lehodey
- 2019 : Joséphine, ange gardien (épisode 1998–2018, Retour vers le futur) : Laurent
- 2020 : Commissaire Magellan, épisode Le Bonheur des autres
- 2023 - 2024 : La Guerre des trônes, la véritable histoire de l'Europe (saison 7 et et saison 8) : Comte d'Artois

## Doublage
- 2023 : L'Effet veuf (en) : ? (?)
- 2023 : Godzilla Minus One : ? (?)

## Théâtre
- 2007 : Bar de Spiro Scimone, mise en scène Patrick Catalifo, Théâtre du Marais
- 2009 : Nunzio de Spiro Scimone, mise en scène Marcello Scuderi, Théâtre Pixel
- 2009 : Le cercle des conteurs d'après Le Décaméron de Boccace et autres adaptations théâtrales de contes de la Méditerranée, adaptation et mise en scène: Marcello Scuderi, Théâtre les Ateliers
- 2010-2012 : Ma sœur est un boulet d'Eléonore Bauer, mise en scène Romain Thunin, Comédie République
- 2012-2013 : Un divin bordel de Benjamin Bir, mise en scène Arthur Fenwick, Théâtre du Funambule
- 2013 : Sweet summer sweat de Laurent Contamin, mise en scène Claire Boyé et Lola Bret, Théâtre de Ménilmontant
- 2015-2016 : Les femmes sont folles d'Eléonore Bauer, mise en scène Romain Thunin, Appolo Théâtre